# Spinacia
Genre
Classification phylogénétique
Spinacia est un genre de plantes appartenant à la famille des Amaranthacées ou des Chénopodiacées selon la classification classique de Cronquist (1981).
L'espèce la plus célèbre est l'épinard (Spinacia oleracea).

## Liste d'espèces
Selon ITIS :
- Spinacia oleracea L.